# Pamela Rai
Pamela Rai   (New Westminster, 29 de març de 1966) és una nedadora canadenca, ja retirada, especialista en estil lliure, que va competir durant la dècada de 1980.
El 1980 fou convocada per prendre part en els Jocs Olímpics de Moscou, però el boicot que hi va fer el Canadà n'impedí la seva participació. El 1984 va prendre part en els Jocs Olímpics d'Estiu de Los Angeles on va disputar tres proves del programa de natació. Fent equip amb Reema Abdo, Anne Ottenbrite i Michelle MacPherson, la de bronze en els 4x100 metres estils. En els 4x100 metres lliures fou cinquena, mentre en els 100 metres lliures quedà eliminada en sèries.
En el seu palmarès també destaquen una medalla de plata als Jocs Panamericans de 1983, una d'or als Jocs de la Commonwealth de 1986 i una de bronze als Campionats de Natació Pan Pacific de 1985.